# Лалола
«Лалола» (исп. Lalola, «lal♂l♀») — аргентинская телевизионная новелла, рассказывающая историю убеждённого мачо, который волшебным образом превращается в женщину.
Теленовелла основана на истории Себастиана Ортеги, в ней 150 серий. Главные роли сыграли Карла Петерсон и Лусиано Кастро.

## Сюжет
Главный герой Рамиро «Лало» Падилья — успешный редактор глянцевого журнала для мужчин и большой бабник. «Лало» чередует работу с бессмысленным и безжалостным покорением женских тел, которые падают жертвой его неуёмной сексуальности. Но после очередной страстной ночи с женщиной по имени Ромина его жизнь меняется. Ромина, оказавшись в числе очередных жертв «Лало», решает ему отомстить и прибегает к помощи ведьмы. Так «Лало» превратится в женщину.
«Лало» придётся разыскивать Ромину, чтобы снять проклятие, но это не так просто. На работе «Лало» выдаёт себя за свою же двоюродную сестру Лолу и вновь устраивается работать в редакцию. Его ждёт немало трудностей: откровенные домогательства со стороны мужчин, зависть среди женщин… Но всё это мелочи, настоящие проблемы начнутся, когда Лола влюбится в своего арт-директора, и ей нужно будет решить: остаться женщиной или продолжить поиски Ромины.

## Трансляция
Изначально телеканал «Домашний» показал в своём эфире лишь 15 серий из 148 с 4 октября 2010 года по 22 октября 2010 года, после чего снял с показа сериал, дав следующий комментарий:

"По просьбе телезрителей мы повторяем сериал «Пророк», который шёл раньше в неудобное время. А так как «Пророк» понравился зрителям больше, чем «Лалола», было принято решение заменить «Лалолу» «Пророком». Показ «Лалолы» вряд ли будет возобновлен.— 
Отмена трансляции сериала повлекла за собой просьбы зрителей возобновить его показ, которые высказывались на форуме телеканала «Домашний»  и в эфире радиостанции «Эхо Москвы» , гостем которого был продюсер холдинга «СТС-Медиа» Вячеслав Муругов. Впоследствии показ сериала «Лалола» был возобновлён: он продолжился на телеканале «Домашний» с 10 января 2011 года, с 16 серии в ночное время.